# Pellegrino Matarazzo
Pellegrino Matarazzo (Wayne, 28 de novembro de 1977) é um treinador e ex-futebolista norte-americano de ascendência italiana que atuava como zagueiro ou volante. Atualmente comanda o Hoffenheim.

## Carreira como jogador
Após jogar vários esportes na juventude, incluindo basquete e vôlei (favorecido pela altura), Matarazzo optou pelo futebol ainda na época em que estudava na Fair Lawn High School. Entre 1995 e 1999, atuou pelo Columbia Lions (equipe de futebol da Universidade Columbia) antes de se formar em matemática aplicada.
Ele chegou a fazer testes na Salernitana e no Juve Stabia, que disputavam as divisões de acesso da Itália (onde seu pai nasceu) na época antes de se mudar para a Alemanha para defender o Eintracht Bad Kreuznach, então na quarta divisão nacional, em 2000. Jogou ainda por Wehen Wiesbaden, Preußen Münster e Wattenscheid antes de se aposentar em 2010, quando atuava pela equipe B do Nürnberg.

## Carreira como treinador
Depois de pendurar as chuteiras, Matarazzo tornou-se auxiliar-técnico do Nürnberg II, chegando a comandar a equipe de forma interina em 2011. Foi ainda técnico dos times Sub-17 e Sub-19 do FCN entre 2012 e 2017 antes de chegar ao Hoffenheim, onde alternou as funções de treinador da equipe Sub-17 e auxiliar-técnico do time principal, comandado na época por Julian Nagelsmann (com quem chegou a dividir um quarto na Hennes Weisweiler Akademie) e Alfred Schreuder. Em dezembro de 2019, foi anunciado como novo treinador do Stuttgart, conquistando o acesso à Bundesliga de 2020–21. Após 100 jogos (31 vitórias, 29 empates e 40 derrotas), o Stuttgart anunciou a demissão de Matarazzo em outubro de 2022, após uma sequência de maus resultados.
Em fevereiro de 2023, voltou ao Hoffenheim, desta vez como substituto de André Breitenreiter. Ele assinou um contrato válido até o final da temporada 2024–25

## Vida pessoal
Criado em Fair Lawn, no estado de Nova Jersey, Matarazzo tem 3 irmãos: Frank, Leo e Antonio (os 2 últimos também chegaram a jogar pela Universidade Columbia), que integraram um fã-clube do Napoli na época em que Diego Maradona atuava pela equipe.